# Spodnje Jablane
Spodnje Jablane – wieś w Słowenii, w gminie Kidričevo. W 2018 roku liczyła 269 mieszkańców.